# تپه قلعه داغ
تپه قلعه داغ مربوط به عصر آهن ۳ است و در شهرستان همدان، بخش مرکزی، دهستان سنگستان، ۱ کیلومتری غرب روستای آقداش واقع شده و این اثر در تاریخ ۲۳ بهمن ۱۳۸۵ با شمارهٔ ثبت ۱۷۱۳۸ به‌عنوان یکی از آثار ملی ایران به ثبت رسیده است.